# Protesty polityczne w Tajlandii (2013–2014)
Protesty, kryzys polityczny, stan wojenny i zamach stanu w Tajlandii – seria protestów społecznych i politycznych rozpoczętych w październiku 2013 roku, po poparciu przez rząd projektu ustawy amnestyjnej, która mogłaby umożliwić powrót do Tajlandii byłego premiera Thaksina Shinawatry, skazanego w 2008 roku na więzienie za korupcję. Protesty i zamieszki spowodowały śmierć 28 osób. Efektem protestów było odsunięcie przez Sąd Konstytucyjny od stanowiska szefa rządu siostry Thaksina – Yingluck Shinawatrę w dniu 7 maja 2014 oraz wprowadzenie 20 maja 2014 stanu wojennego przez generała Prayuth Chan-ocha. Dwa dni później wojsko przeprowadziło zamach stanu, przejmując władzę cywilną.

## Przyczyny protestów
Protesty rozpoczęły się w październiku po poparciu przez rząd projektu ustawy amnestyjnej, która mogłaby umożliwić powrót do Tajlandii brata premier Yingluck Shinawatry, byłego szefa rządu Thaksina, skazanego w 2008 roku na więzienie za korupcję.

## Przebieg wydarzeń

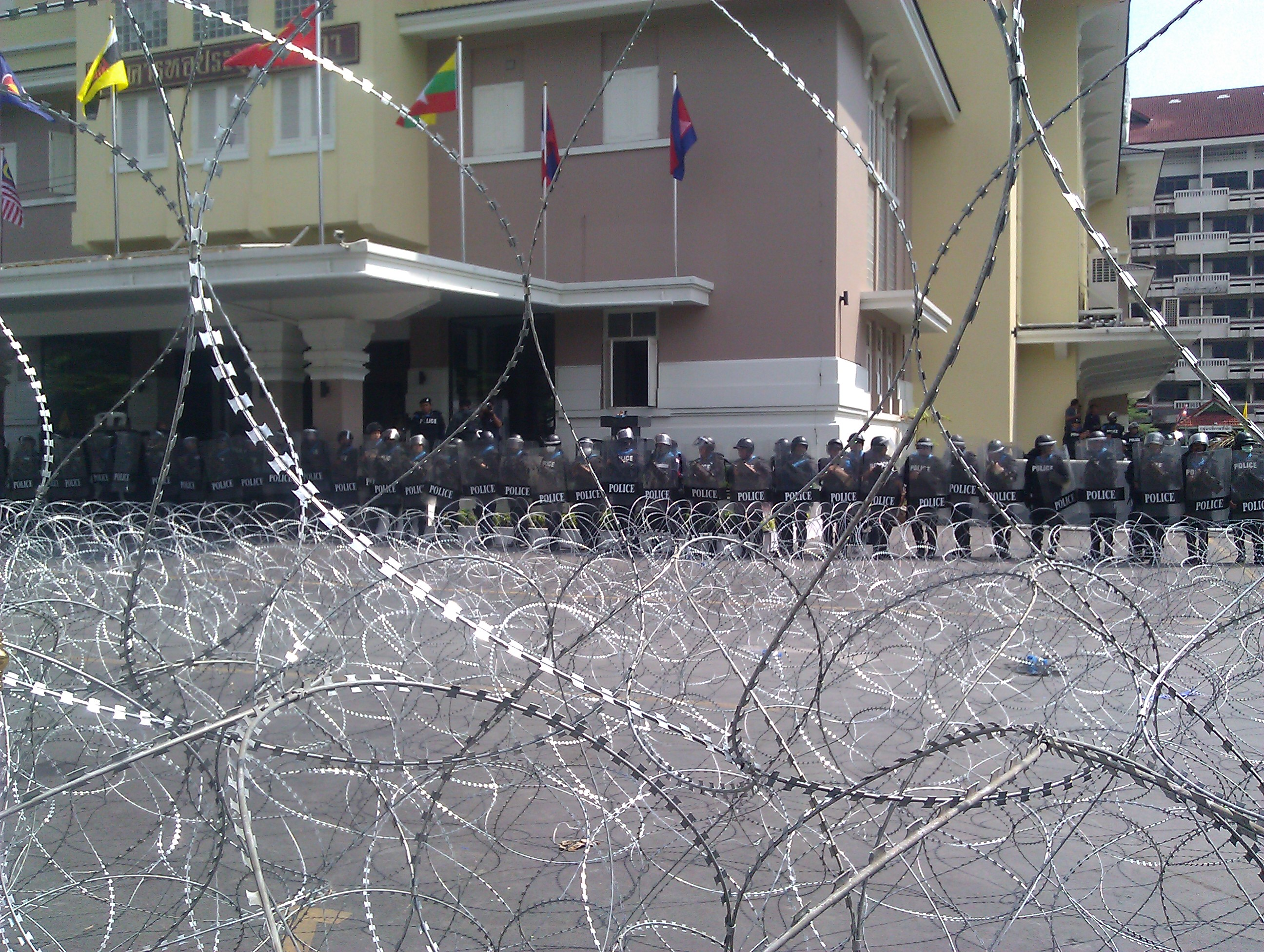
Policjanci przed gmachem Ministerstwa Edukacji

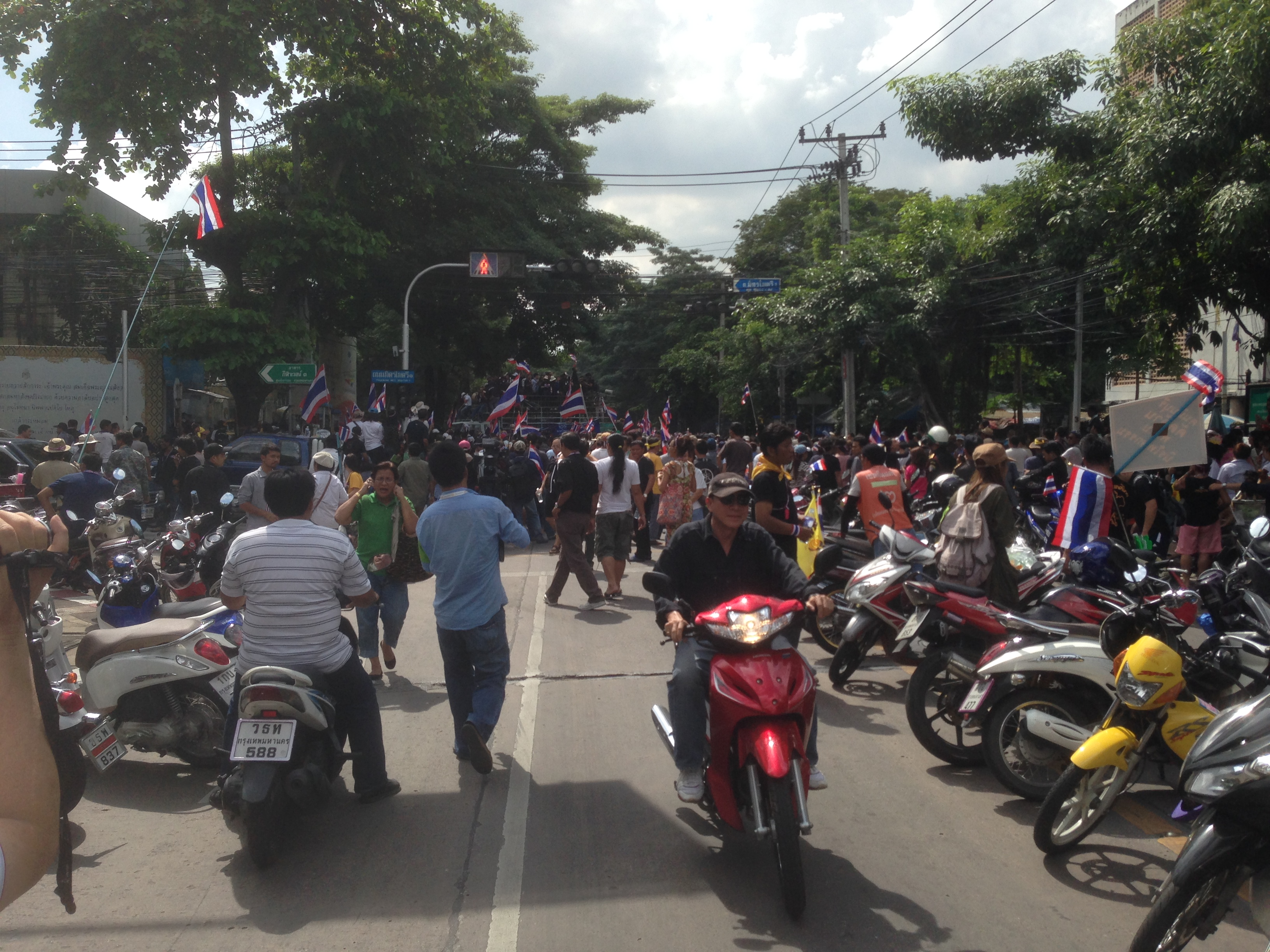
Protest przed Ministerstwem Pracy

Pierwsze protesty przeciwników ustawy amnestyjnej miały miejsce 18 października 2013. Mimo tego 1 listopada 2013 niższa izba parlamentu – Izba Reprezentantów – przyjęła ustawę amnestyjną, jednak pod wpływem protestów 11 listopada 2013 senat ją odrzucił. Przywódcą antyrządowych protestów jest były wicepremier Suthep Thaugsuban z Ludowego Demokratycznego Komitetu Reform (PDRC). 25 listopada 2013 roku w 13 rejonach w Bangkoku w protestach uczestniczyło ponad 30 000 osób. Wówczas protestujący pod szyldem Ludowego Ruchu na rzecz Przemian Demokratycznych (CMD) z Suthinem Taratinem na czele, rozpoczęli okupację budynku ministerstwa spraw zagranicznych oraz finansów. Dzień później wydany został nakaz aresztowania przywódcy demonstracji. W Bangkoku rozszerzono obowiązywanie ustawy dotyczącej bezpieczeństwa, która umożliwia wprowadzenie godziny policyjnej lub zakazania zgromadzeń. 29 listopada 2013, demonstranci zaatakowali krajową siedzibę wojska. Dzień później doszło do dużej kontrdemonstracji „Czerwonych Koszul” – zwolenników rządu.
Tymczasem w parlamencie przygotowano wniosek o wotum nieufności dla Yingluck Shinawatry, który jednak nie został przyjęty, gdyż większość 28 listopada 2013 głosowała przeciwko niemu (134 głosów za i 297 przeciw wnioskowi). Po rezygnacji z mandatów deputowanego 153 polityków opozycyjnej Partii Demokratycznej premier Shinawatra 9 grudnia 2013 rozwiązała Izbę Reprezentantów. Na 2 lutego 2014 rozpisała przedterminowe wybory parlamentarne. Ulica głosiła hasła bojkotu wyborów. Podobnie ogłosiła Partia Demokratyczna, która 21 grudnia 2013 ogłosiła bojkot planowanych wyborów i poparła wiece PDRC. 27 grudnia 2013 w oświadczeniu dla mediów generał Prayuth Chan-ocha nie wykluczył możliwości przeprowadzenia zamachu stanu w celu przywrócenia stabilności na scenie politycznej.
W styczniu 2014 protestujący rozpoczęli akcję „Paraliż Bangkoku”, polegającą na blokowaniu strategicznych węzłów komunikacyjnych. Wzniesione zostały barykady na skrzyżowaniach Bangkoku. Demonstranci domagali się ustąpienia premier Shinawatry i odwołania lutowej elekcji. Rząd odpowiedział rozmieszczeniem 18 000 funkcjonariuszy sił bezpieczeństwa. Demonstranci zostali ostrzelani przez siły porządkowe. 21 stycznia 2014 w Bangkoku został wprowadzony 60-dniowy stan wyjątkowy. Pięć dni później zastrzelony został lider protestującej opozycji CMD – Suthin Taratin. Aktywista został zastrzelony przed świątynią Sri Eiam w Bangkoku podczas przemawiania. Wówczas zastrzelonych zostało także dziewięć innych osób.
Wybory parlamentarne odbyły się 2 lutego 2014, jednak w Bangkoku niemożliwe okazało się głosowanie w 438 z 6671 lokali, w dziewięciu prowincjach na południu kraju nie głosowano w ogóle. Łącznie w 69 z 375 okręgów wyborczych, głosowanie zostało zbojkotowane. Ponadto wybory zostały zakłócone przez masowe protesty. Mimo tego osiągnięto frekwencję wyborczą na poziomie 47,72%. W związku z powyższą sytuacją głosowanie wznowiono 2 marca 2014, jednak z powodu przeprowadzenia wyborów w nie jednym dniu, Sąd Konstytucyjny 21 marca 2014 anulował ich wynik.
7 maja 2014 Sąd Konstytucyjny usunął Yingluck Shinawatrę ze stanowiska oraz dziewięciu ministrów. Obowiązki Shinawatry przejął tymczasowo Niwatthamrong Boonsongpaisan z rządzącej partii Phuea Thai. 20 maja 2014 generał Prayuth Chan-ocha w odpowiedzi na dalsze niepokoje i protesty wprowadził w kraju stan wojenny. Zapewniał, że nie jest to pucz wojskowy, a środek konieczny, do przywrócenia w kraju pokoju i porządku. W wyniku wprowadzenia stanu wojennego nałożono cenzurę w mediach. Do tego czasu w zamieszkach na ulicach zginęło 28 osób, a 700 zostało rannych.
22 maja 2014 o godz. 16:30 (UTC+7:00) stworzona przez gen. Chan-ochę, Narodowa Rada Pokoju i Utrzymania Porządku, przejęła władzę, zawieszając konstytucję i wprowadzając godzinę policyjną od godziny 22:00 do 5:00. Stacje radiowe i telewizyjne przerwały transmisję stałych programów na rzecz materiałów sił zbrojnych. Protestującym nakazano rozejść się do domów, w przeciwnym razie zagrażając użyciem siły. Pucz tłumaczono koniecznością przywrócenia porządku w kraju oraz przeprowadzeniem niezbędnych reform. 23 maja 2014 armia aresztowała Yingluck Shinawatrę oraz jej siostrę i szwagra, którzy także piastowali wysokie stanowiska w kraju. Wcześniej zabroniono im opuszczanie kraju. Król Tajlandii Bhumibol Adulyadej poparł puczystów, powierzając generałowi Chan-ochy administrowanie krajem. Po przejęciu władzy przez wojsko, Stany Zjednoczone zawiesiły współpracę militarną.

## Skutki
Zaplanowane na grudzień zawody na Stadionie Narodowym Rajamangala Race of Champions zostały odwołane.